# Scott Walker (Politiker)

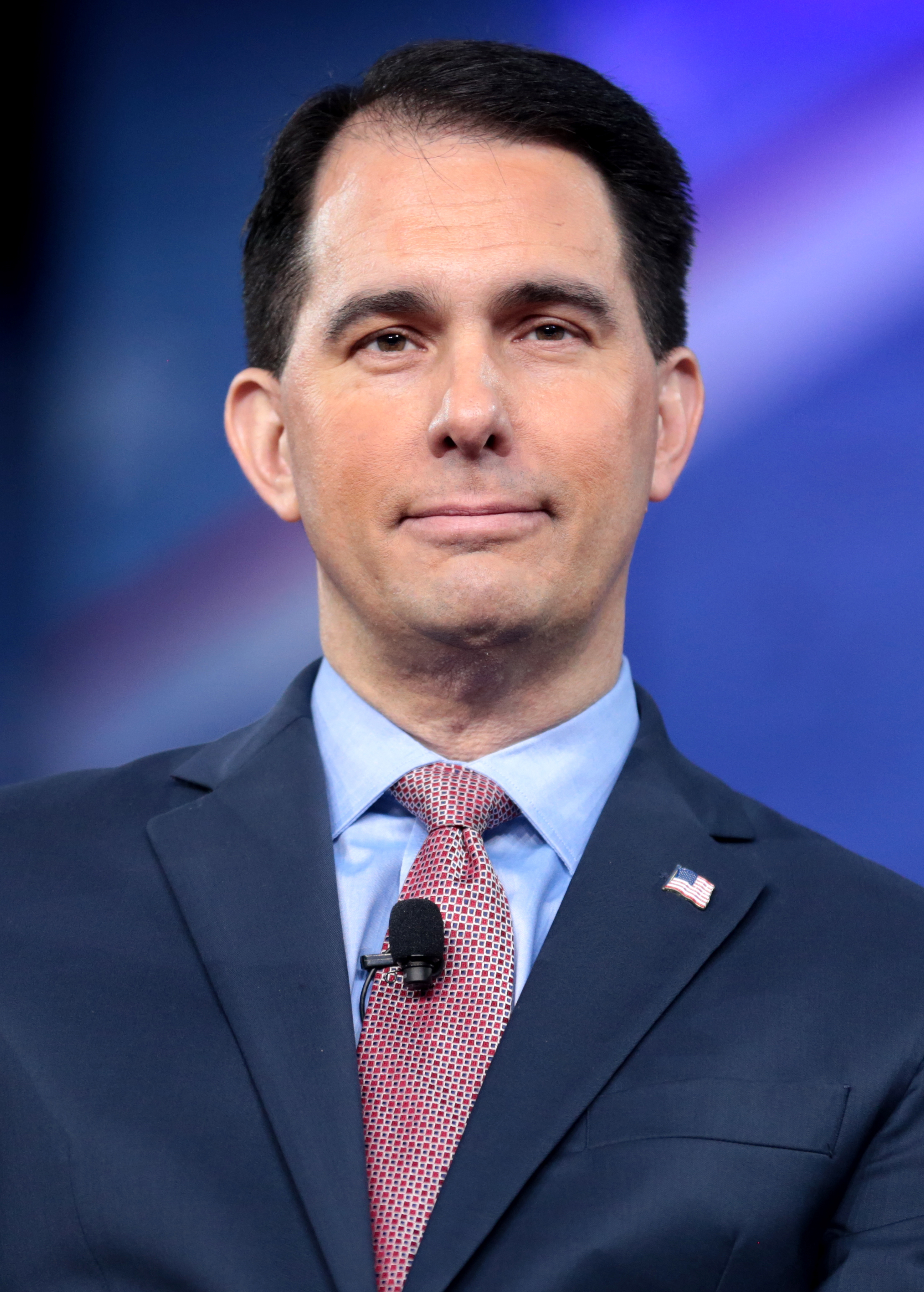
Scott Walker (2017)

Scott Kevin Walker (* 2. November 1967 in Colorado Springs, Colorado) ist ein US-amerikanischer Politiker der Republikanischen Partei. Er war von 2011 bis 2019 Gouverneur des US-Bundesstaates Wisconsin.

## Leben
Walker studierte Politikwissenschaften, Wirtschaftswissenschaften und Philosophie an der Marquette University. Er beendete sein Studium nicht und begann beim Roten Kreuz zu arbeiten. Walker ist verheiratet und hat zwei Kinder. Er lebt mit seiner Familie in Wauwatosa.

## Politik
Walker ist Mitglied der Republikanischen Partei. Von 1993 bis 2002 war er Abgeordneter in der Wisconsin State Assembly. Von 2002 bis 2010 war er Oberhaupt der Verwaltung (County Executive) von Milwaukee County. Bei der Gouverneurswahl in Wisconsin 2006 erklärte Walker zunächst seine Kandidatur, zog diese aber wieder zurück und unterstützte seinen Parteikollegen Mark Andrew Green, der schließlich dem demokratischen Amtsinhaber Jim Doyle unterlag.
Bei der Gouverneurswahl am 2. November 2010 war Walker erfolgreich, er gewann mit 52,3 Prozent der Stimmen gegen den Demokraten Tom Barrett. Walker trat am 3. Januar 2011 die Nachfolge von Jim Doyle an.
Im Februar 2011 legte Walker dem Staatsparlament von Wisconsin ein Gesetz vor, das Kürzungen bei den Sozialleistungen für Staatsbedienstete als Beitrag zum Haushaltsausgleich vorsah. Da in dem Gesetz auch starke Einschränkungen des Rechts auf Tarifverhandlungen für die Gewerkschaften des öffentlichen Dienstes enthalten waren, kam es in Madison zu Protestkundgebungen gegen Walker mit mehreren 10.000 Teilnehmern. Die demokratischen Mitglieder des Senats versuchten eine Abstimmung über das Gesetz zu verhindern, indem sie sich über die Staatsgrenze nach Illinois absetzten. Im März 2011 überwand Walker dieses Hindernis, indem er das Gesetz zur Einschränkung des Tarifrechts von dem allgemeinen Haushaltsgesetz abtrennte. Dadurch umging er das für Haushaltsgesetze erforderliche Beteiligungsquorum im Senat und erreichte in beiden Parlamentskammern mit den Stimmen der republikanischen Abgeordneten eine Mehrheit. Eine Klage über einen vermeintlichen Formfehler beim Senatsbeschluss des Gesetzes zur Einschränkung des Tarifrechts für öffentlich Beschäftigte scheiterte letztendlich vor dem Obersten Gerichtshofs von Wisconsin.
Wegen der Einschränkungen des Tarifrechts betrieben Gewerkschaften und Demokraten ein Abwahlverfahren gegen Walker. Zur Einleitung waren gut 540.000 Unterschriften nötig. Mitte Januar reichten die Organisatoren etwa eine Million Unterschriften ein, von denen etwa 900.000 gültig waren. Walker wurde bei dieser Kampagne von Diane Hendricks mit Spenden unterstützt. Wisconsin stimmte daher am 5. Juni 2012 über die Abwahl und einen etwaig neuen Gouverneur ab. Herausforderer der Demokraten war wie bereits 2010 Tom Barrett. Es handelte sich nach den Verfahren gegen Lynn Frazier (North Dakota, 1921) und Gray Davis (Kalifornien, 2003) erst um das dritte Verfahren zur Abwahl eines Gouverneurs in der US-Geschichte. Im Gegensatz zu Frazier und Davis überstand Walker die Wahl. Im Zusammenhang mit der Präsidentenwahl im November 2012 wurde dem Ergebnis in den USA auch ein Symbolcharakter verliehen.

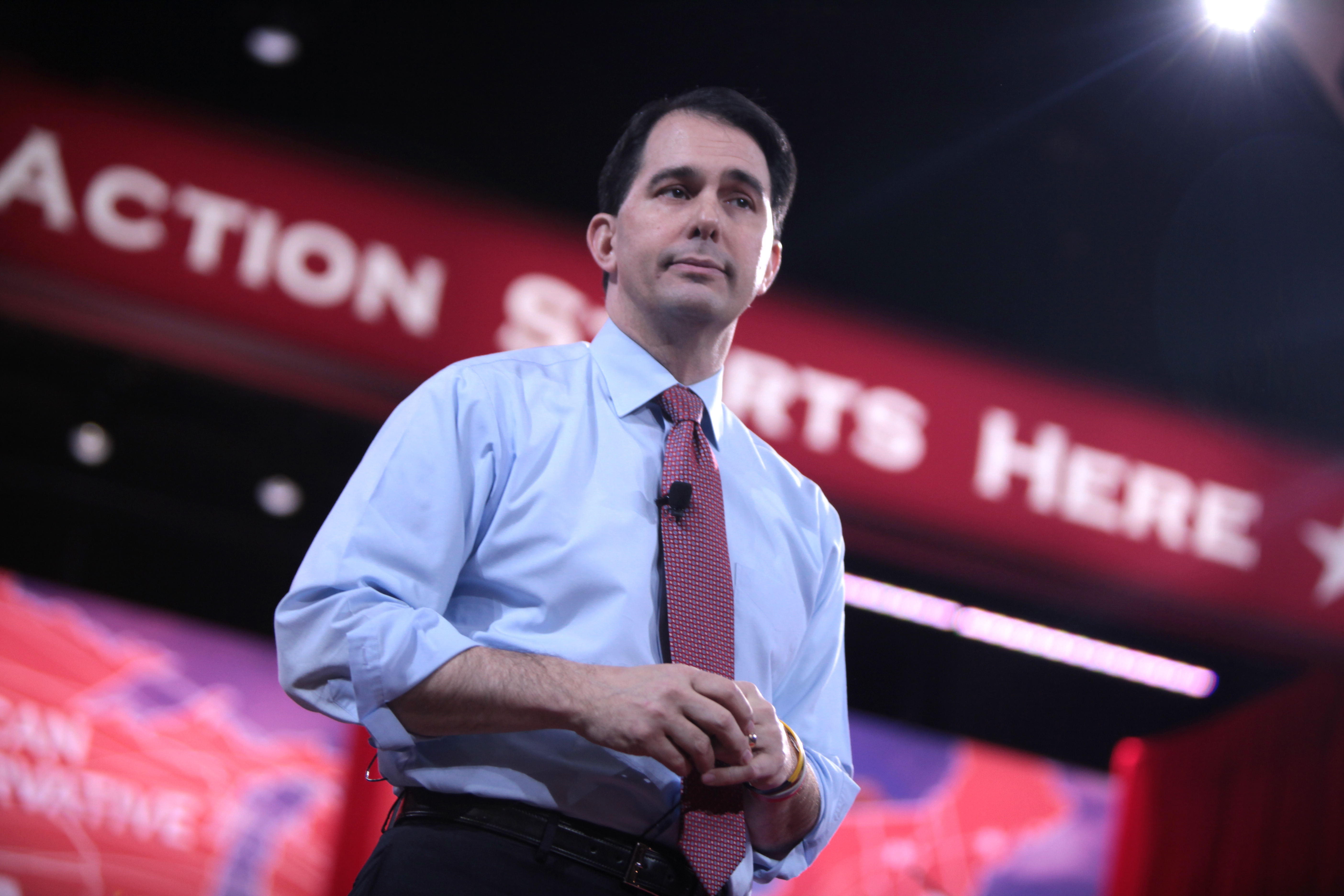
Walker bei einem öffentlichen Auftritt 2015

Bei den Gouverneurswahlen im November 2014 wurde Walker mit 52,5 Prozent der Stimmen im Amt bestätigt. Gegen ihn war die Demokratin Mary Burke angetreten. Im Januar 2015 begann er seine zweite Amtszeit.
Im Juli 2015 kündigte er an, bei den Präsidentschaftswahlen 2016 für die Republikaner antreten zu wollen. Nachdem ihn laut Umfragen durchschnittlich nur noch zwei Prozent der Republikaner unterstützten, zog er seine Kandidatur im September 2015 zurück. Am 29. März 2016 sprach sich Walker dafür aus, Ted Cruz zu wählen. Von November 2016 bis November 2017 hatte Walker den Vorsitz in der Republican Governors Association.
Walker kandidierte am 6. November 2018 zum dritten Mal bei der Gouverneurswahl. An diesem Termin fanden auch die midterm elections statt, zwei Jahre nach der Wahl Donald Trumps zum US-Präsidenten, was den Demokraten aufgrund Präsident Trumps kontroversen, auch von vielen Konservativen abgelehnten Entscheidungen in einigen Teilen der USA eine sehr gute Ausgangslage verschaffte. Im Endeffekt unterlag er seinem demokratischen Herausforderer Tony Evers in einem knappen Rennen mit 48,4 zu 49,5 Prozent. Walkers Mandat endete am 7. Januar 2019.